# Kranichsmoorsee
Der Kranichsmoorsee ist ein Baggersee und ein Naturschutzgebiet in der niedersächsischen Gemeinde Isenbüttel in der Samtgemeinde Isenbüttel im Landkreis Gifhorn.

## Naturschutzgebiet
Das Naturschutzgebiet mit dem Kennzeichen NSG BR 049 ist 16 Hektar groß. Es liegt südöstlich von Gifhorn direkt am Elbe-Seitenkanal. Es beinhaltet den See mit seinen Uferbereichen. Im Westen grenzt es an den Damm des Elbe-Seitenkanals.
Der See ist durch die Gewinnung von Bodenmaterial im Zuge des Baus des Elbe-Seitenkanals entstanden. Er weist als Tiefwassersee kaum Flachwasserbereiche auf. Im Süden des Sees befindet sich eine kleine Insel.
Der Kranichmoorsee ist vor allem als Rast- und Ruhezone für ziehende Wasservogelarten von Bedeutung.
Das Gebiet steht seit dem 16. November 1982 unter Naturschutz. Zuständige untere Naturschutzbehörde ist der Landkreis Gifhorn.